# Знос

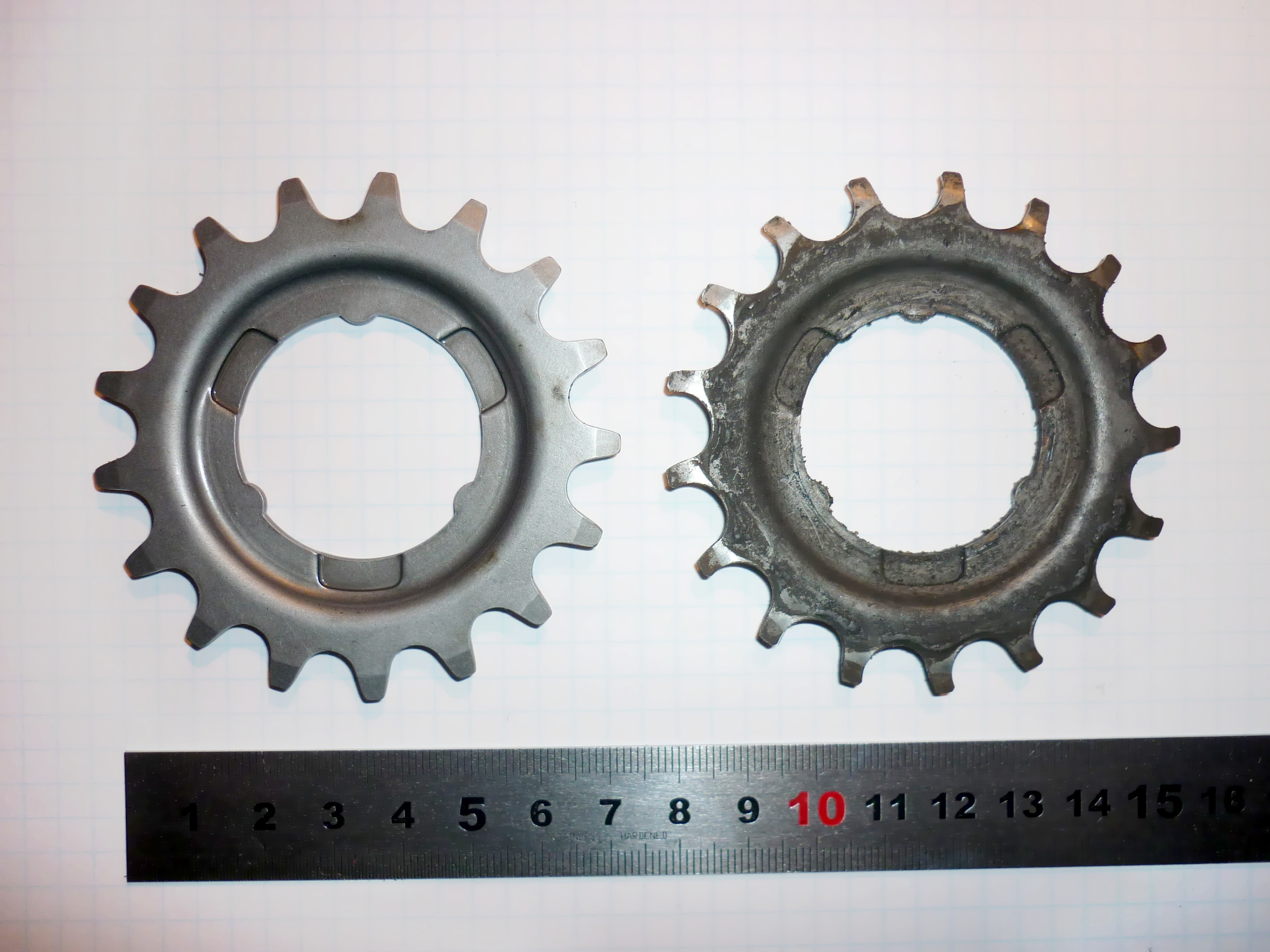
Задня (ведена) зірочка велосипеда. Нова без зносу (ліворуч) і зношена (праворуч)

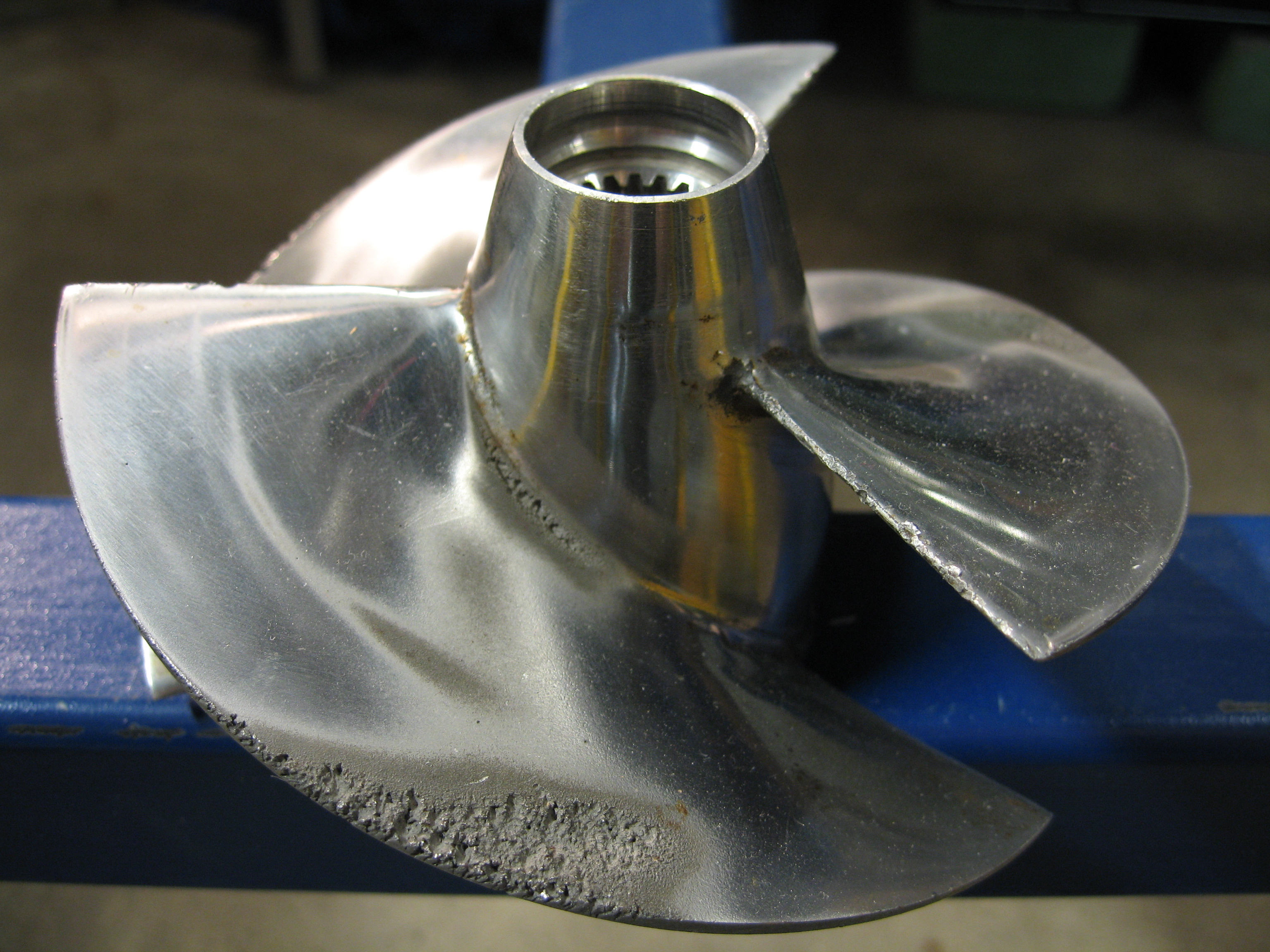
Кавітаційний знос гребного гвинта

Знос або техні́чний знос (рос. износ; англ. wear; нім. Veschleiss m, Verschleissen n, Abnutzung f, Abnutzen n) — результат зношування, що визначається в установлених одиницях. Значення зносу в техніці може виражатися в одиницях довжини, об'єму, маси та ін.

## Основні поняття
Розрізняють абсолютний знос — зменшення маси або розмірів деталі в процесі її роботи чи випробування на зношування і лінійний знос, визначається зміною розміру по нормалі до поверхні тертя.
З точки зору працездатності виробу розрізняють:
- допустимий знос — значення зносу, при якому виріб зберігає працездатність;
- граничний знос — знос, що відповідає граничному стану зношування виробу чи його складової частини. При досягненні граничного зносу подальша експлуатація деталі або вузла неприпустима. При аварійних зносах (поломках) експлуатація деталей неприпустима.

## Методи визначення зносу
Існують наступні основні методи кількісної оцінки зносу деталей:
1. Метод мікрометричного вимірювання. Знос деталі при цьому методі визначається різницею початкового розміру деталі і її розміру після встановленого терміну експлуатації (числа годин роботи).
2. Метод зважування деталей. Зважування застосовується для визначення абсолютного зносу деталей у лабораторних умовах. Знос маси визначають за зміною маси зразка до і після випробування. Цей метод не можна застосовувати, якщо головним видом зношування є пластична деформація поверхневих шарів матеріалу деталі.
3. Профілографування поверхні деталі. Цей метод використовується для визначення дуже малих зносів (наприклад, у прецизійних деталях: плунжерах, нагнітальних клапанах, золотниках гідравлічних систем та ін.) за допомогою профілографів та профілометрів.
4. Метод штучних баз. Метод, який включає метод вимірювання відбитків і метод вимірювання вирізаних заглибин. Полягає в тому, що на поверхні тертя за допомогою спеціального інструмента вирізають заглибину із заздалегідь заданим геометричним профілем. За зміною її глибини визначають величину лінійного зносу. Метод відзначається високою точністю, тому що дно вирізаної заглибини є сталою базою для вимірювання.
5. Визначення продуктів зносу в оливі. При цьому використовують калориметричні, полярографічні способи або методом спектрального аналізу. Успішно використовують для визначення зносу деталей метод хімічного аналізу відпрацьованого мастила. За кількістю заліза та інших продуктів зношування в мастилі роблять висновок про величину зносу.
6. Метод радіоактивних ізотопів (мічених атомів). Метод базується на визначення кількості радіоактивної речовини в мастилі спеціальними лічильниками. За зміною кількості цієї речовини і роблять висновки про наростання зносу. Радіоактивну речовину (ізотопи вольфраму, сурми, кобальту і т. ін.) вводять у деталь під час лиття, гальванічного нарощування чи дифузійного насичення.